# 聲音藝術
声音艺术（英語：sound art），是一门以声音为主要媒介的艺术门类。与许多当代艺术流派一样，声音艺术在本质上是跨学科的，亦可融入其他多种艺术形式。声音艺术可以被认为是一个在许多领域出现的概念，例如声学、音乐学、实验艺术、录音艺术、电子音乐、噪音音乐、音景等等。
声音艺术不同于、不等于音乐；音乐的核心是音符、声音的表现，而声音艺术的运作基础建立于“聆听”与聆听的高度自觉。

## 定义
虽然20世纪初以来大量有关声音的实验艺术作品大量涌现，“声音艺术”或“Sound Art”在东西方各学界依然面临含义混淆、定义困难的局面，持续摆荡于过度广义与过度狭义之间。前者认为所有非音乐的声音创作都是声音艺术，后者则认为只有会响的艺术装置，即所谓声音装置（sound installation）才是声音艺术。
而对应名词定义分歧的两派，其实就是声音艺术当前美学论战的两方：一方是以艺术家塞斯·金姆科恩（Seth Kim Cohen）及其主要论著《一眨耳之间：非耳蜗式声音艺术》（In the Blink of an Ear: Toward a Non-Cochlear Sonic Art）为代表，坚持声音艺术必须无关乎声音实体，而以观念表达为主旨；另一方面则以哲学教授克里斯多夫·考克斯（Christoph Cox）为主要论述者，认为声音艺术可以用类似纯音乐的模式运作，声响可以作为内容主体。双方都有失偏颇，且犯了企图以理论教条规限创作方向的化约论错误。